# Малокутищанський район
Малокутища́нський райо́н — колишній район Вінницької округи.

## Історія
Утворений 7 березня 1923 року з центром у Малих Кутищах в складі Вінницької округи Подільської губернії.
Розформований 17 червня 1925 року.
Селища Антонопіль і Попівка ввійшли до складу Пиківського району.
Селища Глинськ, Софіївка і Радівка ввійшли до складу Калинівського району.
Селища Кропивна, Клітенка, Погоріла, Ступник, Великий Острожок, Малий Острожок, Слобода-Кустовецька, Вишенька, Крижанівка, Кустівці і Рогинці ввійшли до складу приєднаного до Бердичівської округи Уланівського району.
Селища Малі Кутища, Великі Кутища, Лемешівка, Люлинці, Немиринці, Райки, Нападівка і Мончинці ввійшли до складу Махновського району Бердичівської округи.